# Solosuchiapa
Solosuchiapa es una pequeña ciudad mexicana que se ubica al norte del estado mexicano de Chiapas, es la cabecera municipal del municipio del mismo nombre. Población total, 2020 — 2,243 hab.

## Historia
La región zoque de Chiapas fue conquistada en 1524 por el capitán español Luis Marín. Al no poder consolidar la conquista, Luis Marín se regresa a la Villa del Espíritu Santo en Coatzacoalcos. Desde tiempo inmemorial existía una aldea con el nombre de Sulusuchiapa habitada por indios zoques que tenían parentesco con los mixes de Oaxaca. En esa época existía un camino que unía a Copainala con Tabasco que atravesaba al actual territorio del municipio. Durante la primera parte de la colonia, los misionerosespañoles establecidos en la región dieron a Solosuchiapa las bases de su organización colonial. 
La segunda visita que hiciera el obispo de Chiapas Fray Juan Manuel García Vargas, en el Valle de Ciudad Real y provincias Zendales como anexo del pueblo y curato de Ixtacomitán. en la relación se dice de Solosuchiapa lo siguiente: "a las 9 leguas de distancia del curato de Tapilula, corriendo la cordillera de camino muy pesado por ser todo de piedra, cuestas y bajadas, con un río caudaloso que se pasa ocho veces a vado, está el pueblo de Sulusuchiapa, anexo al curato de Istacomitán. el cual está situado en medio de cuatro cerros muy altos, a la vega del río expresado. es de temperamento caliente y húmedo.
La naturaleza de estos indios es fuerte, aunque algunos enfermos por el vicio de comer tierra y muy pocos inclinados a la embriaguez. son afables y sagaces y muy devotos al divino culto. Tiene 19 casados, 1 viudo, 2 viudas, 9 muchachos y 5 muchachas. su comercio es el fruto de cacao que cogen y el trabajar conduciendo cargas de seis arrobas y libras en hombros por ser difícil su transporte en bestias en 1778 según un censo de población, Solosuchiapa contaba con 70 habitantes, de los cuales 68 eran indígenas zoques y dos mestizos. En 1910, se creó el departamento de Pichucalco al cual pasó a pertenecer. Por decreto promulgado el 23 de febrero de 1944, siendo Gobernador del Estado Rafael Pascacio Gamboa, se elevó a Solosuchiapa a Municipio de segunda categoría.

### Hechos históricos
- 1768 El 19 de junio se hace la primera división territorial interna de la provincia de Chiapas, quedando el municipio dentro de la alcaldía mayor de la Ciudad Rural.
- 1774 Figura dentro de la lista de los pueblos y sus anexos.
- 1778 Solosuchiapa contaba con 70 habitantes en su mayoría indígenas zoques.
- 1910 Se creó el departamento de Pichucalco al que pasó a pertenecer Solosuchiapa.
- 1915 Desaparecen las jefaturas políticas y se crean 59 municipios libres, estando este dentro de la primera remunicipalizacion.
- 1944 El 23 de febrero por decreto promulgado por el Dr. Rafael Pascacio Gamboa gobernador constitucional del estado de Chiapas, Solosuchiapa fue elevado a categoría de segunda.
- 1983 Para efectos de planeación se ubica en al Región V Norte.